# غیرت (آلماتی)
غیرت (به قزاقی: Kayrat) یک منطقهٔ مسکونی در قزاقستان است که در استان آلماتی واقع شده‌است.